# لبنان في الألعاب البارالمبية
اشترك لبنان في دورة الألعاب البارالمبية في دورة الألعاب البارالمبية الصيفية لعام 2000 في سيدني حيث أرسل ممثلين اثنين فقط للمنافسة في سباق العدو. تغيب لبنان عن الألعاب في عام 2004 ، لكنه عاد في عام دورة الألعاب البارالمبية الصيفية لعام 2008 مع منافس واحد هو: إدوارد معلوف في ركوب الدراجات. دخل معلوف سباقين وفاز بالبرونزية في كل منهما.   لم يشارك لبنان قط في أي من الألعاب البارالمبية الشتوية.

## نتائج لبنان في الألعاب البارالمبية
| اسم          | ألعاب                                      | رياضة         | هدف            | زمن       | مرتبة            |
| ------------ | ------------------------------------------ | ------------- | -------------- | --------- | ---------------- |
| حسين غندور   | دورة الألعاب البارالمبية الصيفية لعام 2000 | العاب القوى   | 400 متر رجال   |           | لم يحرز ميداليات |
| محمود حبال   | دورة الألعاب البارالمبية الصيفية لعام 2000 | العاب القوى   | 800 متر رجال   |           | لم يحرز ميداليات |
| إدوارد معلوف | دورة الألعاب البارالمبية الصيفية لعام 2008 | ركوب الدراجات | سباق فردي رجال | 1:28:26   | برونزية          |
| إدوارد معلوف | دورة الألعاب البارالمبية الصيفية لعام 2008 | ركوب الدراجات | سباق فردي رجال | 22: 12.91 | برونزية          |